# Famille Élie de Beaumont
La famille Élie de Beaumont est une famille éteinte de la noblesse française.
Elle compte parmi ses membres une femme de lettres, un avocat, le géologue Léonce Élie de Beaumont (1798-1874), une poétesse, un magistrat.

## Histoire
La famille Élie de Beaumont a été anoblie en 1777.
Cette famille a cherché à se raccrocher à une ancienne famille noble mais obscure de Normandie du nom Hélyes qui avait été anoblie en 1461, mais le généalogiste des ordres du roi a émis un mémoire défavorable à cette demande en 1777.

## Personnalités
- Anne-Louise Élie de Beaumont (1729-1783), femme de lettres
- Jean-Baptiste-Jacques Élie de Beaumont (1732-1786), avocat, il rédigea le Mémoire pour les enfans de Calas (Paris, 1762, in-4°)
- Léonce Élie de Beaumont (1798-1874), géologue, sénateur à vie sous le Second Empire (1852-1870), secrétaire perpétuel de l'Académie des sciences (1853-1874), grand officier de la Légion d'honneur
- Thérèse Marie Augusta Élie de Beaumont (1806-1866), poétesse
- Félix Élie de Beaumont (1836-1905), magistrat

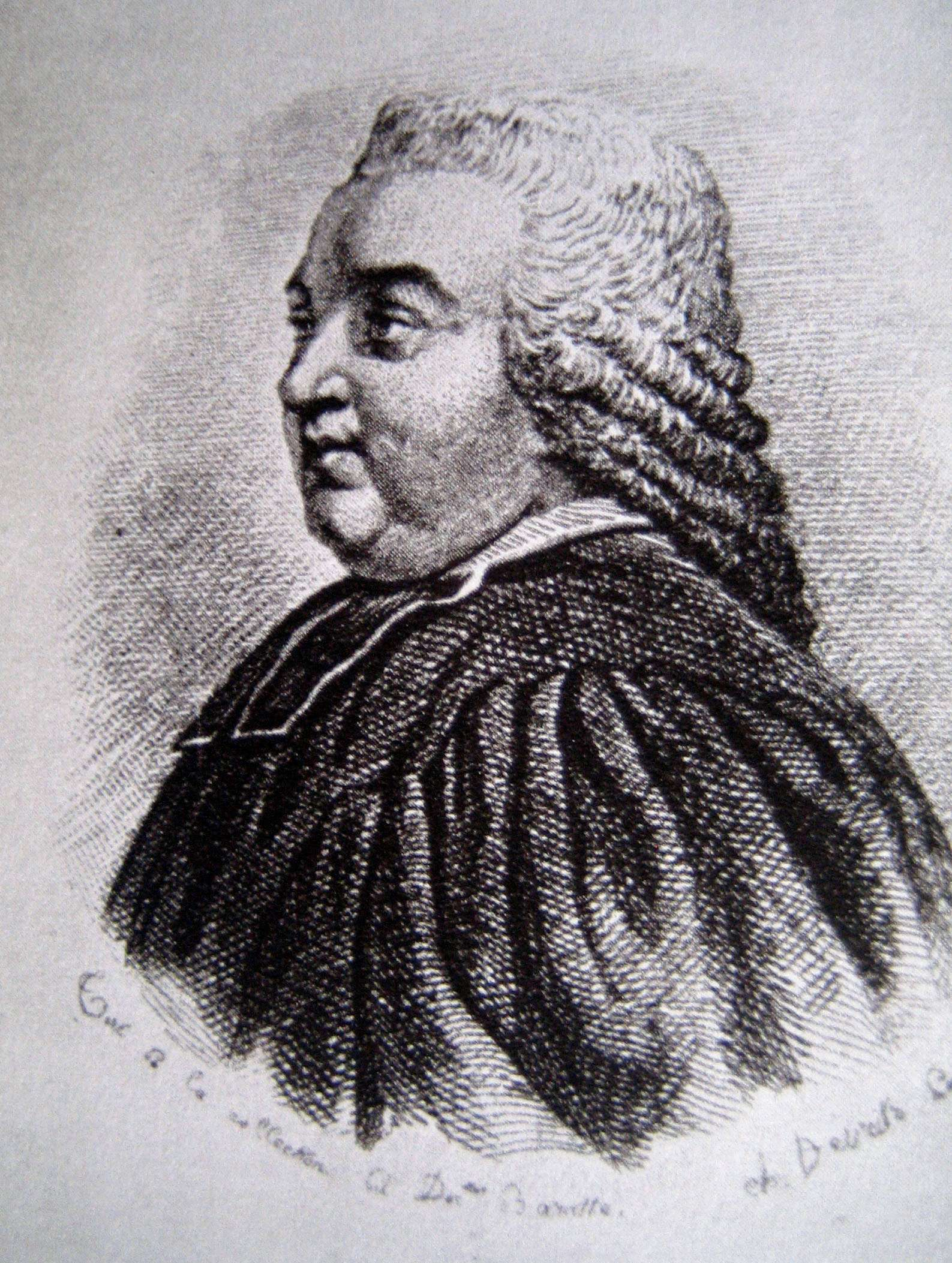
Jean-Baptiste-Jacques Élie de Beaumont (1732-1786)
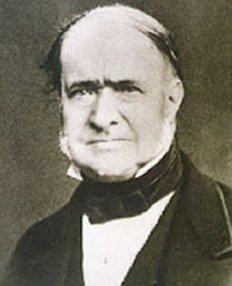
Léonce Élie de Beaumont (1798-1874)

## Châteaux et demeures
- Château de Canon

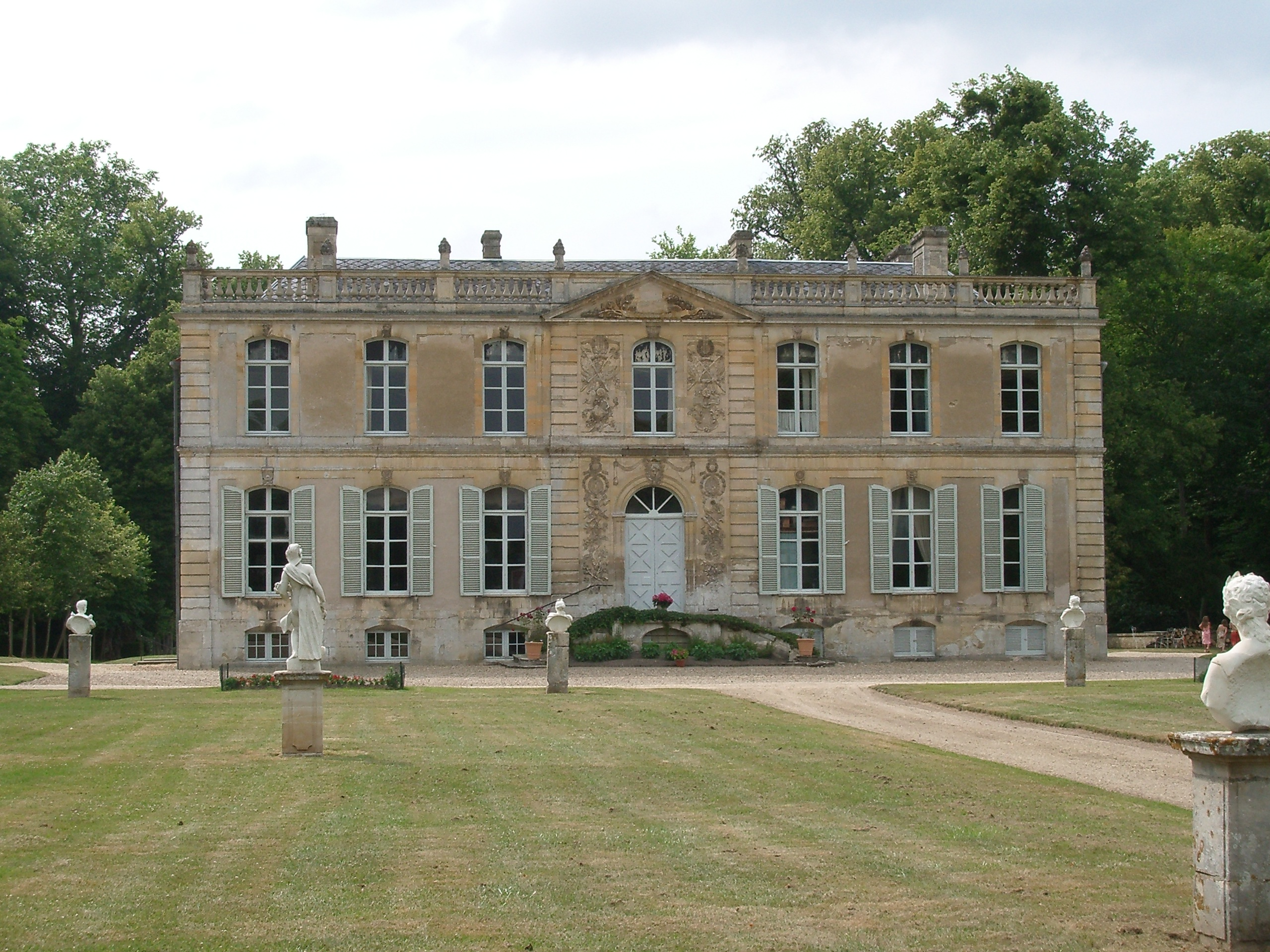
Le château de Canon

## Postérité

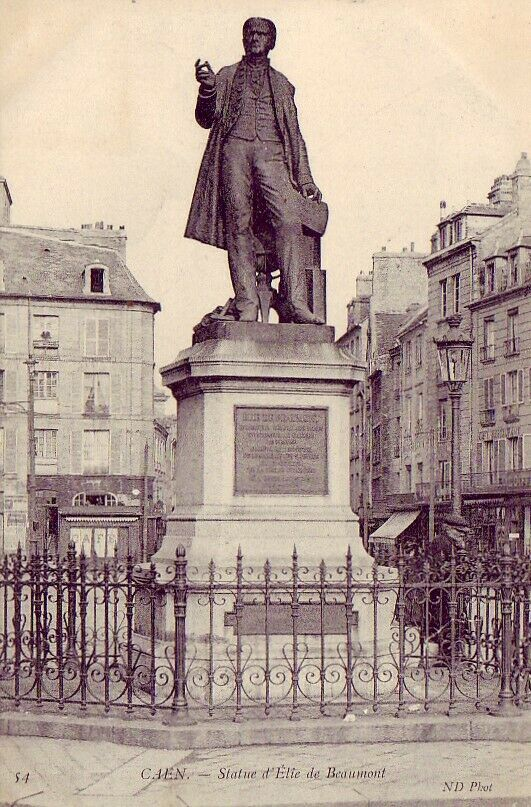
Statue de Léonce Élie de Beaumont (fondue en 1942) sur la place Saint-Sauveur à Caen

En souvenir de Léonce Élie de Beaumont (1798-1874) :
- Une rue à Perpignan porte son nom
- Une rue à Caen porte son nom
- Un sommet en Nouvelle-Zélande porte son nom : Mount Élie de Beaumont
- Un cratère à la surface de la Lune porte son nom
- Un buste le représentant est dans le château de Canon
- Une statue en bronze le représentant réalisée par Louis Rochet est inaugurée le 6 août 1876 sur la place Saint-Sauveur à Caen. En février 1942, sous le régime de Vichy, elle est déboulonnée et fondue dans le cadre de la mobilisation des métaux non ferreux